# Chondrophellia
Chondrophellia is een geslacht van zeeanemonen uit de klasse van de Anthozoa (bloemdieren).

## Soorten
- Chondrophellia africana Carlgren, 1928
- Chondrophellia coronata (Verrill, 1883)
- Chondrophellia nodosa
- Chondrophellia orangina Zelnio, Rodríguez & Daly, 2009